# سبو جدي
موقع سبو جدي للفن الصخري في السودان هو مجموعة  فريدة من نوعها من أكثر من 1600 رسمة على الصخر لحيوانات وللحياة اليومية وتفاصيل المناسبات من فترات تاريخية مختلفة على مدى أكثر من 6000 سنة، من العصر الحجري الحديث وعصور مختلفة من الحضارة النوبية ، وتقع في وادي النيل في السودان، على بعد 600 كم شمال غرب الخرطوم في منطقة الجندل الثالث، في منطقة المها بين قريتي سبو وجدي.
أدرج الموقع من قبل صندوق الآثار العالمي في قائمة المراقبة للعام 2016  التي تحتوي على 50 معلم أثري دولي يحتاج إلى الاهتمام أو الترويج أو الحماية. https://www.wmf.org/project/sabu-jaddi-rock-art-sites]

## الصور

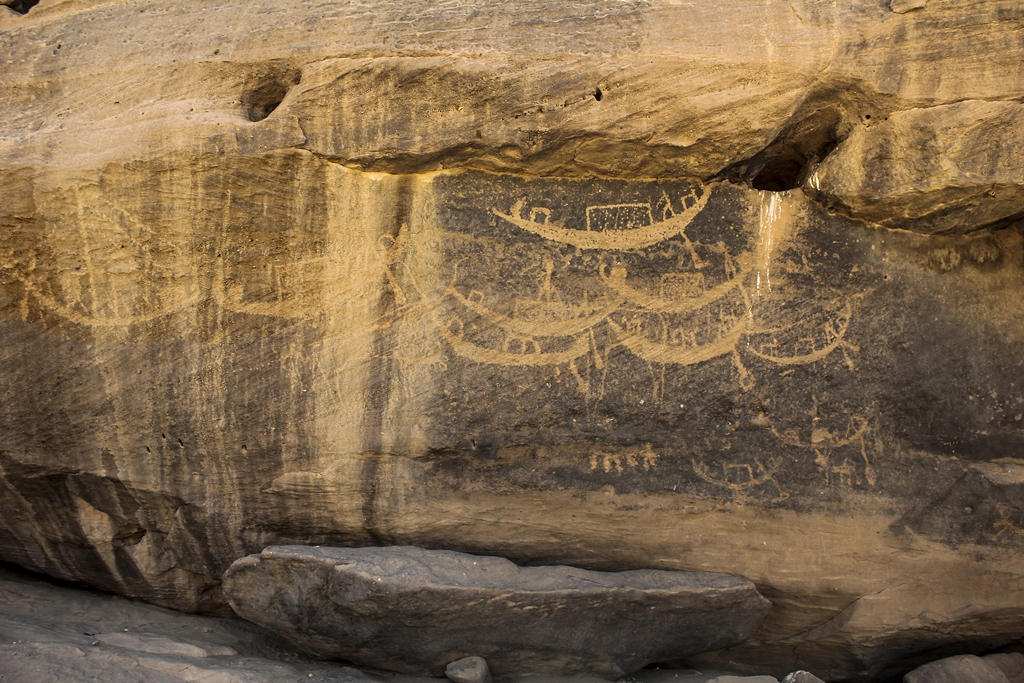
قوارب نيلية
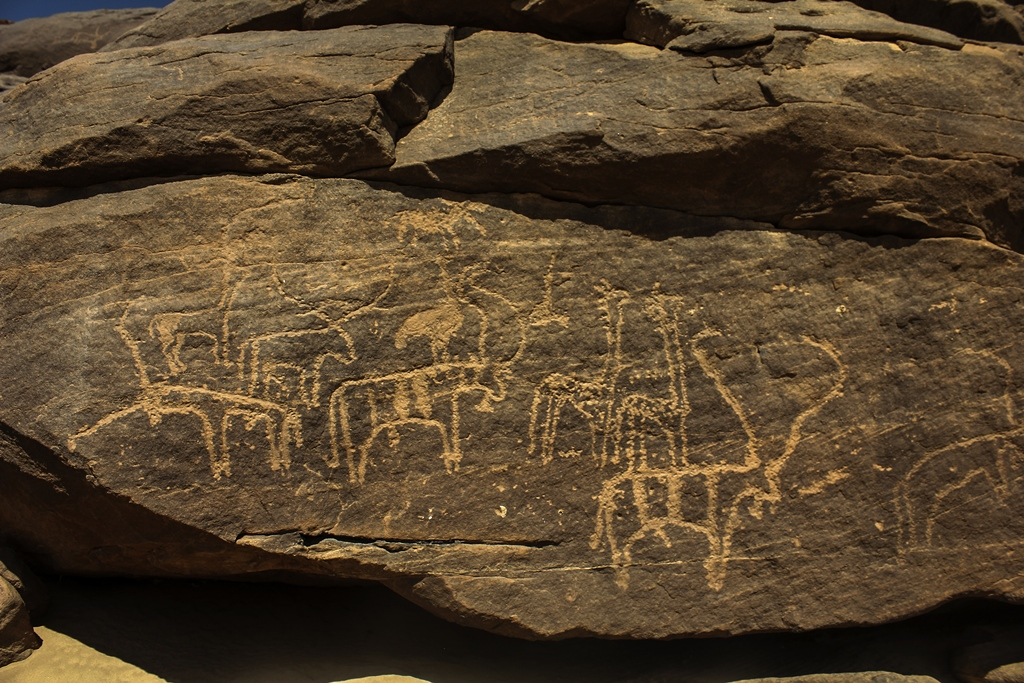
ماشية
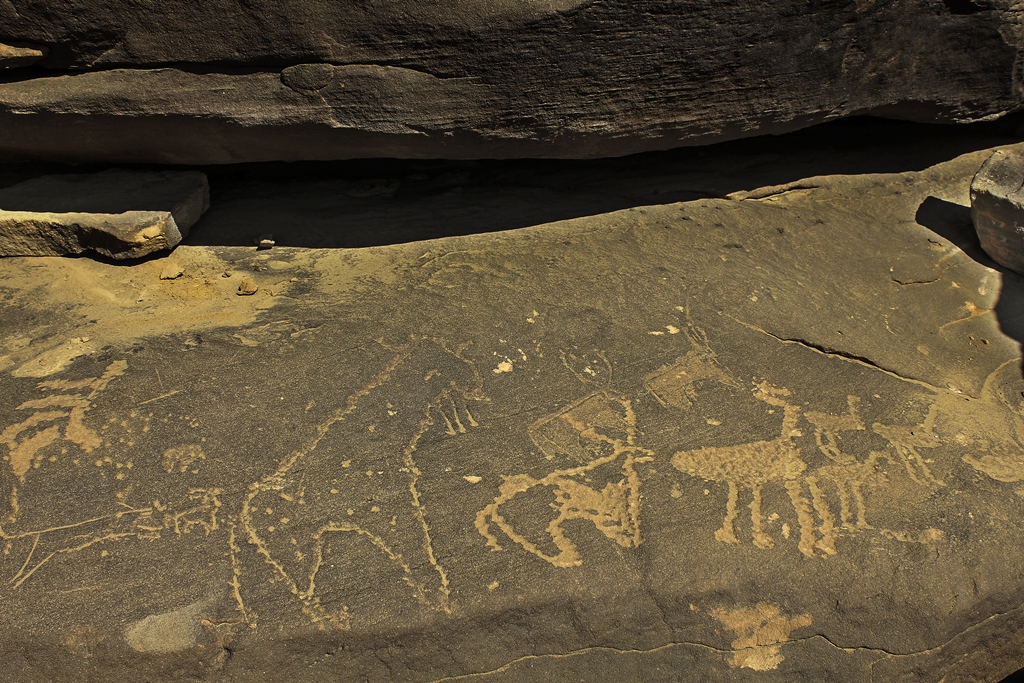
كلاب تطارد زرافة
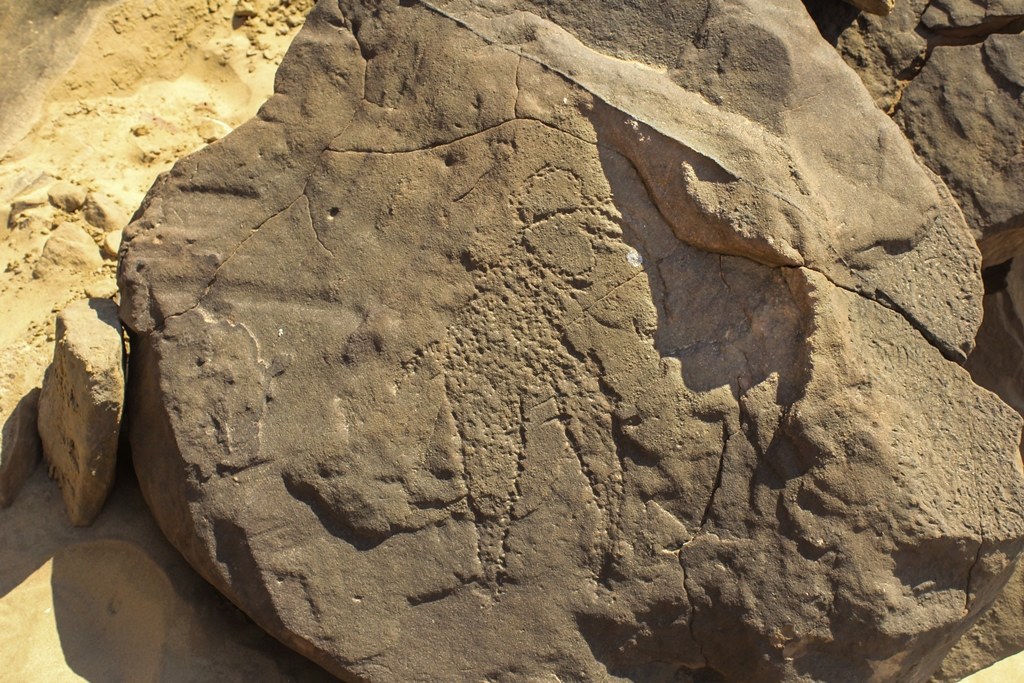
فيل